# Amo Noite e Dia
"Amo Noite e Dia"  é uma canção da dupla sertaneja brasileira Jorge & Mateus, lançada em 23 de julho de 2010 como single do álbum Aí Já Era. Composta por Humberto Júnior, da dupla sertaneja Humberto & Ronaldo, e produzida por Dudu Borges, a canção já foi regravada e lançada pela dupla em quatro álbuns posteriores: Essencial, A Hora É Agora, At The Royal Albert Hall: Live In London e no set list do álbum comemorativo aos 10 Anos.
Em seu lançamento original, "Amo Noite e Dia" estreou na lista das cem mais executadas do Brasil da revista Billboard e rapidamente alcançou a primeira posição, sendo um dos maiores sucessos da dupla até os dias atuais.

## Gravação e lançamento
A canção foi originalmente gravada em Brasília, mas para sua inclusão em Aí Já Era, foi regravada em um show da dupla em São Paulo com as demais canções do álbum. Apesar de seu lançamento como single ter sido em 23 de julho de 2010, uma prévia da canção foi disponibilizada dois dias antes no Twitter oficial da dupla.

## Conteúdo e composição
"Amo Noite e Dia" foi composta por Humberto Júnior, integrante da dupla sertaneja Humberto & Ronaldo, que na época estava entre os principais compositores do gênero sertanejo no país. O conteúdo da canção conta a história de uma pessoa que ama incondicionalmente a outra. "Passa o dia, passa a noite, "tô" (sic) apaixonado / Coração no peito sofre sem você do lado / Dessa vez tudo é real, nada de fantasia / Saiba que eu te amo, amo noite e dia" diz a letra.

## Recepção
"Amo Noite e Dia" estreou na lista Hot 100 Airplay da Billboard Brasil ocupando inicialmente a septuagésima quinta posição, mas rapidamente atingiu o topo da lista. Além disso, também liderou a lista Hot Popular Songs, da mesma revista. Foi a segunda canção do gênero sertanejo mais executada do país em 2010, atrás apenas de "Fugidinha", do cantor Michel Teló.

### Desempenho nas paradas
| Paradas (2010)                     | Melhor posição |
| ---------------------------------- | -------------- |
| Billboard Brasil Hot 100 Airplay   | 1              |
| Billboard Brasil Hot Popular Songs | 1              |